# École polytechnique universitaire de Lille
Die École polytechnique universitaire de Lille (Polytech Lille) ist eine französische Ingenieurhochschule, die 1974 gegründet wurde.
Die Schule bildet Ingenieure in neun Hauptfächern aus:
- Maschinenbau
- Softwaretechnik und Statistik
- Geotechnik und Bauingenieurwesen
- Geomatik und Städtebau
- Bio- und Lebensmitteltechnologie
- Elektro- und Informationstechnik
- Messsysteme und angewandte Wirtschaft
- Materialwissenschaften
- Produktionssystem – Operations Engineering[2]

Das in Villeneuve-d’Ascq gelegene Polytech Lille ist eine öffentliche Hochschule. Die Schule ist ein Mitglied der Université de Lille.